# بلوئمندهال
بلوئمندهال (به لاتین: Bloemendhal) یک منطقهٔ مسکونی در سری‌لانکا است که در ناحیه کلمبو واقع شده‌است.